# Đồng Hướng
Đồng Hướng là một xã thuộc huyện Kim Sơn, tỉnh Ninh Bình, Việt Nam.

## Địa lý
Xã Đồng Hướng nằm ở trung tâm huyện Kim Sơn, cách trung tâm thành phố Hoa Lư 25 km, có đường quốc lộ 10 nối thành phố Hoa Lư với thị trấn Phát Diệm đi qua, có vị trí địa lý:
- Phía đông giáp xã Quang Thiện
- Phía tây giáp xã Kim Chính
- Phía bắc giáp huyện Yên Khánh
- Phía nam giáp Sông Đáy.

Xã Đồng Hướng có diện tích 6,76 km², dân số năm 2022 là 9.272 người, mật độ dân số đạt 1.371 người/km².

## Lịch sử
Xã Đồng Hướng là một xã thuộc vùng đồng bằng, có lịch sử hình thành từ việc khai mở đất hoang ven biển cùng với huyện Kim Sơn năm 1829.
Ngày 22 tháng 7 năm 1964, Bộ Nội vụ ban hành Quyết định số 199/QĐ-NV về việc đổi tên xã Sào Nam thành xã Đồng Hướng.

## Kinh tế

### Cụm công nghiệp Đồng Hướng
- Vị trí địa giới: thuộc xã Đồng Hướng, huyện Kim Sơn.
- Diện tích: 20 ha.
- Thuận lợi: nằm gần trung tâm thị trấn Phát Diệm, địa hình bằng phẳng.
- Dự kiến bố trí: Các cơ sở sản xuất, gia công hàng chiếu cói, mây tre đan xuất khẩu.

### Cảng Kim Đài
Theo Quyết định số 2179/QĐ-UBND của tỉnh Ninh Bình ngày 17 tháng 9 năm 2007 V/v phê duyệt Quy hoạch giao thông đường thủy nội địa tỉnh Ninh Bình đến năm 2015 và định hướng phát triển đến năm 2020 thì Cảng Kim Đài nằm tại Ngã ba sông Đáy và sông Vạc, (tả sông Vạc và bên hữu sông Đáy) thuộc xã Đồng Hướng. Cảng có vị trí quan trọng phục vụ cụm công nghiệp Đồng Hướng.
Chức năng của cảng:
- Bốc xếp hàng hoá, sản phẩm thủy hải sản.
- Xếp dỡ hàng hoá tổng hợp, vật tư, nguyên liệu phục vụ nhu cầu cụm công nghiệp Đồng Hướng (hàng thủ công mỹ nghệ xuất khẩu).

Dự kiến xây dựng các hạng mục công trình:
- Công trình bến cảng, kho bãi.
- Thiết bị xếp dỡ.
- Cải toạ công trình đường bộ, cầu cống dẫn vào cảng Kim Đài (Kiến Thái – Kim Đài) dài 6,0 km.
- Văn phòng cảng.
- Diện tích cảng khoảng 2÷3ha.

## Văn hóa
Nhà thờ Giáo xứ Hướng Đạo thuộc giáo phận Phát Diệm nằm trên địa bàn xã.